# Adolf Busch
Adolf Busch (Siegen, Westfalia, 8 de agosto de 1891-Guildford, Vermont, 9 de junio de 1952) fue un violinista y compositor alemán, hermano del director de orquesta y pianista alemán Fritz Busch.

## Biografía
Estudió violín con su padre y más tarde con Willy Hess y Bram Eldering. También estudió composición con Fritz Steinbach y Hugo Grüters. En 1913 fundó el Wiener Konzertvereins-Quartet y a finales de la década de 1930 fundó el Busch Chamber Players en Inglaterra, grupo de cámara que perduró hasta su muerte y cuya interpretación de los Conciertos de Brandenburgo de Johann Sebastian Bach fue muy admirada. También trabajó asiduamente con el pianista Rudolf Serkin, tanto a dúo como en trío y en grupos de cámara. Abandonó Alemania ante el auge del nazismo. En 1950 fundó el Marlboro School of Music en Vermont, Estados Unidos. Fue, entre otros, maestro de Yehudi Menuhin.

## Obra
En 1926 compone su op.37: Suite para clarinete bajo o clarinete, en 4 movimientos: I. Andante tranquilo, II. Adagio, III. Molto vivace. Scherzo y IV. Vivace.

## Repertorio
Destacaron sus interpretaciones como solista de los conciertos de Ludwig van Beethoven y Johannes Brahms, donde demostró su increíble técnica y maestría musical. También destacó como intérprete de música de cámara.
- Datos: Q213724
- Multimedia: Adolf Busch / Q213724